# Lockout–tagout

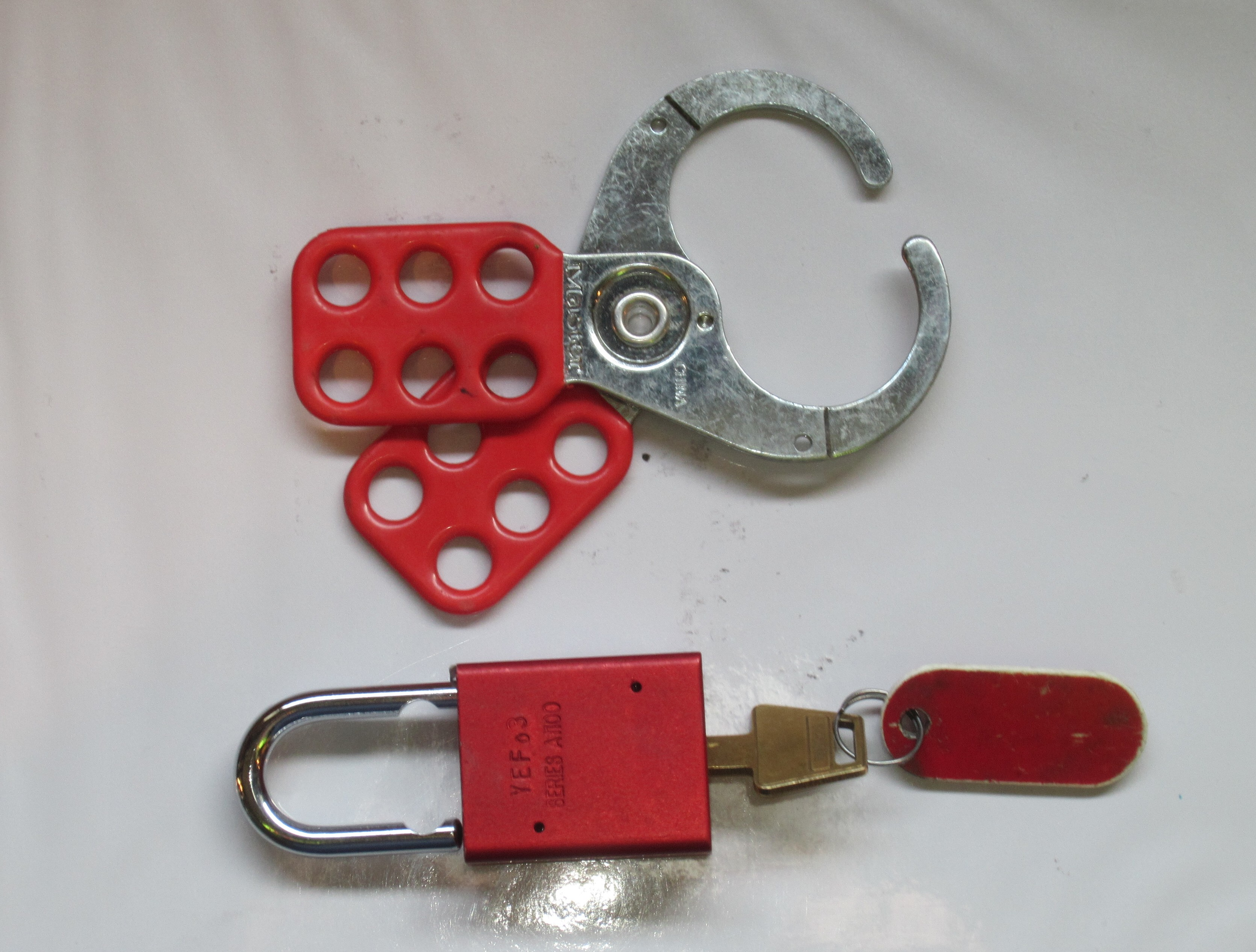
Uzamykatelná ocelová spona, umožňující uzamčení jednoho zařízení šesti zámky

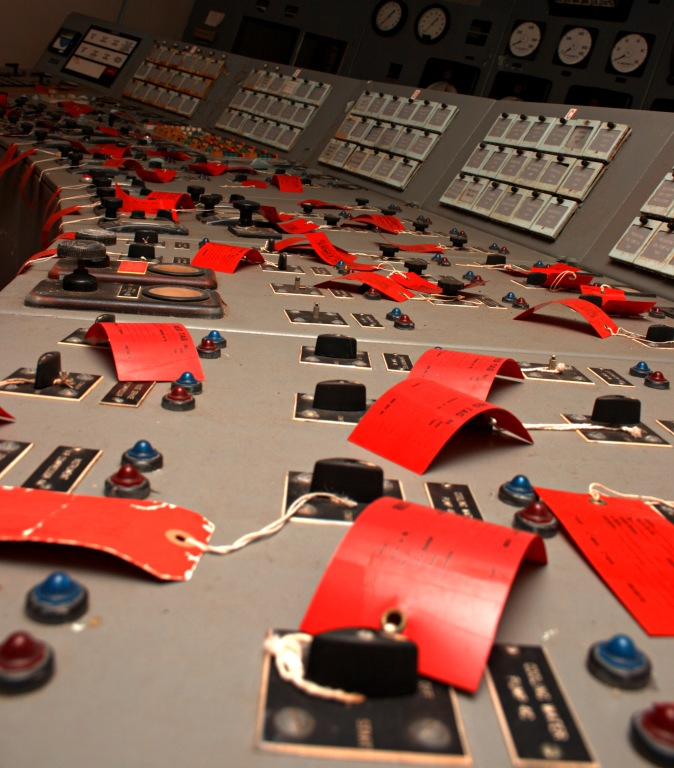
Značky zůstaly na svém místě v elektrárně, co byla vypnuta, vyřazena z provozu a opuštěna

Lock Out, Tag Out (LOTO, v překladu uzamknout, označit) je bezpečnostní procedura používaná v průmyslovém a výzkumném prostředí, která zajišťuje, že nebezpečné stroje jsou řádně vypnuty a nelze je spustit před dokončením údržby nebo oprav. Vyžaduje, aby nebezpečné zdroje energie byly „izolované a nefunkční“ před zahájením prací na dotyčném zařízení. Izolované zdroje energie se poté uzamknou a na zámek se umístí značka, která identifikuje pracovníka, který ji umístil. Pracovník poté drží klíč pro zámek, přičemž zajistí, že pouze on může zámek odstranit a tím spustit stroj. Tím se zabrání náhodnému spuštění stroje, když je v nebezpečném stavu nebo když je s ním pracovník v přímém kontaktu.
Lockout-tagout je používán napříč průmyslovými odvětvími jako bezpečná metoda práce s nebezpečnými zařízeními a v některých zemích je vyžadován zákonem.

## Postup

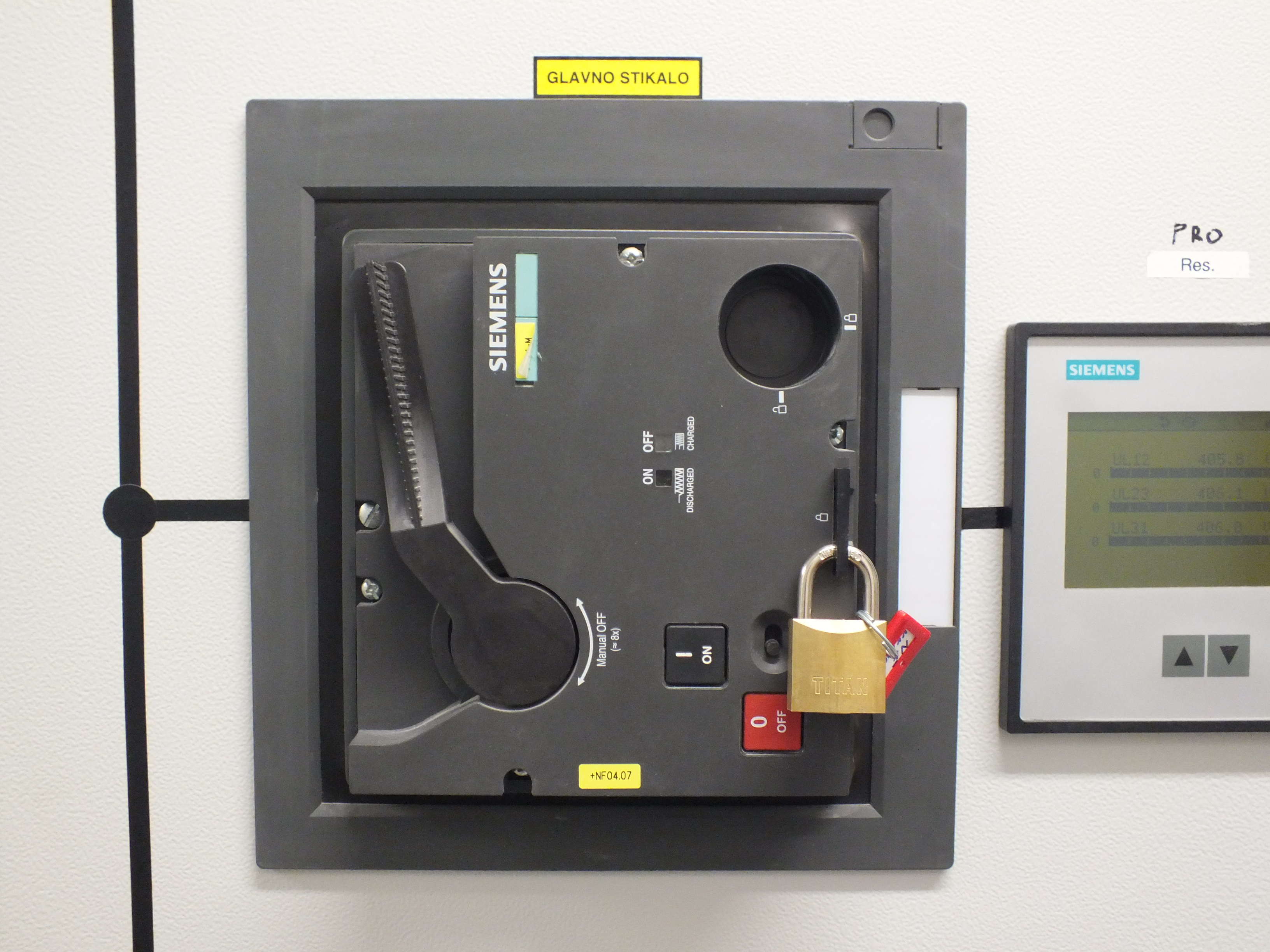
Uzamčený rozvaděč

Zajištění bezpečnosti při údržbě zařízení zahrnuje odstranění všech zdrojů energie a je známo jako izolace. Postup izolace obvykle zahrnuje následující kroky:  
1. oznámit vypnutí zařízení,
2. identifikovat zdroj energie,
3. izolovat zdroj energie,
4. uzamknout a označit zdroj energie,
5. prokázat, že izolace zařízení je účinná.

Výrobci bezpečnostních zařízení poskytují řadu izolačních zařízení speciálně navržených pro různé spínače, ventily a efektory. Například, u většiny jističů je možnost připojení visacího zámku tak, aby se zabránilo jejich aktivaci. U jiných zařízení, jako jsou kulové nebo šoupací ventily, se používají plastové díly, které buď zapadají proti trubce a zabraňují mu tím v pohybu, nebo zcela obklopují ventil a zabraňují v manipulaci s ním.  
Společnou vlastností těchto zařízení je jejich jasná barva, obvykle červená. Umožňuje pracovníkům snadno zjistit, zda je zařízení izolované. Zařízení také mají obvykle takovou konstrukci, aby se zabránilo jejich odstranění jakoukoli mírnou silou – například izolační zařízení nemusí odolat řetězové pile, ale pokud ho operátor násilně odstraní, bude okamžitě vidět, že s ním bylo manipulováno.

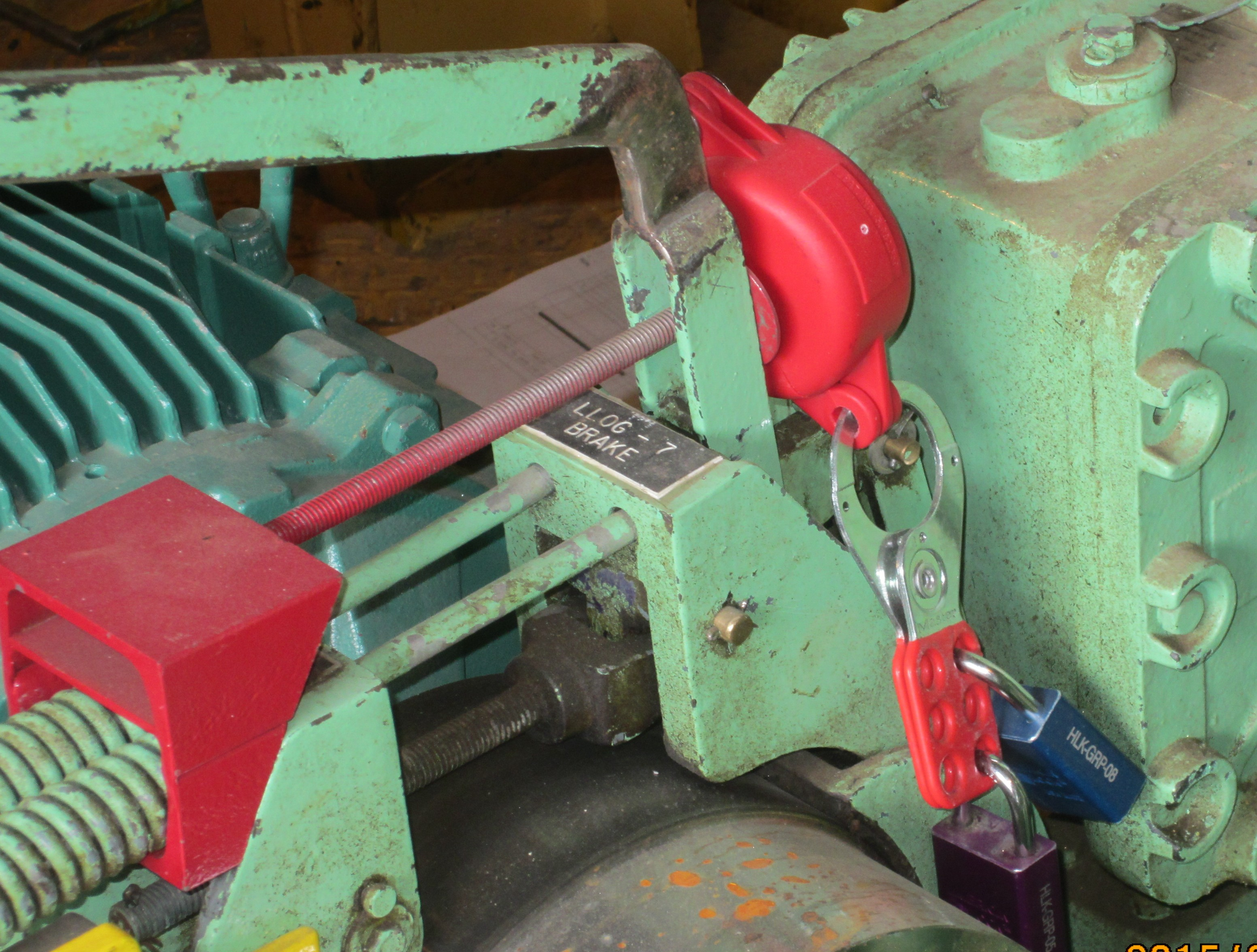
Blokovací zařízení použité na zvedací brzdu. Spona zámku je zajištěna dvěma visacími zámky.

### Skupinové uzamčení
Pokud dva, nebo více lidí pracují na stejných, nebo různých částech většího celkového systému, musí být zařízení uzamčeno více zámky. Aby se rozšířil počet dostupných bodů, je zařízení zajištěno skládací svorkou, která má mnoho otvorů pro visací zámky. Každý pracovník aplikuje na svorku svůj vlastní visací zámek. Uzamčené zařízení nelze aktivovat, dokud všichni pracovníci neodstraní své visací zámky ze svorky.